# Emma Cons
Emma Cons (Londra St. Pancras, 4 marzo 1838 – Hever (Kent) (Chippen's Bank), 24 luglio 1912) è stata una pedagoga, impresaria teatrale e suffragetta britannica.

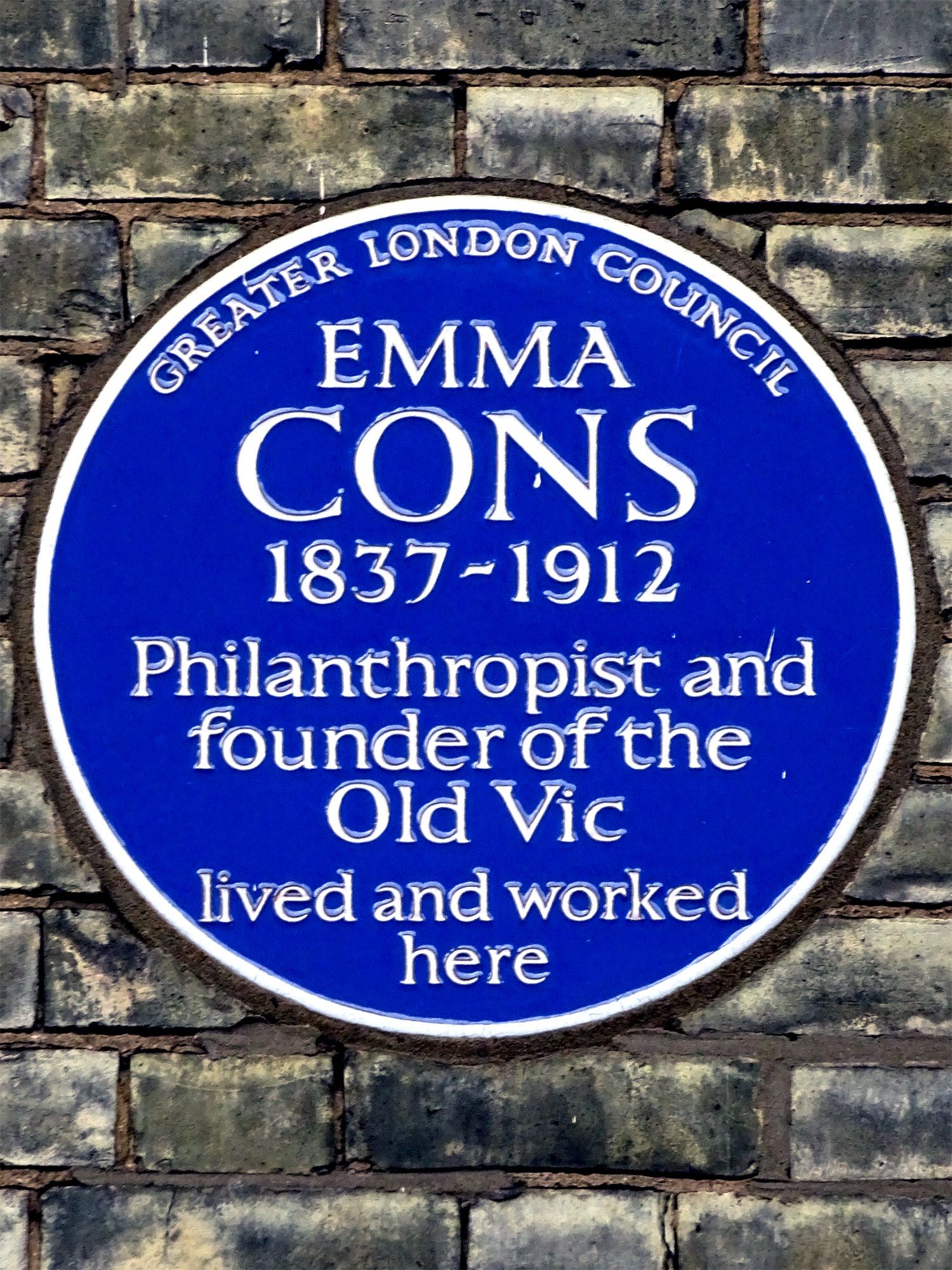
Emma Cons 1837-1912 filantropa e fondatrice dell'Old Vic

Si è formata come artista e si è unì alla Ladies' Co-operative Art Guild di Londra, gestito da Caroline Hill, madre della futura riformatrice di alloggi e fondatrice del National Trust, Octavia Hill. Poiché il padre della Cons Federico era affetto da problemi di salute, aveva bisogno di lavorare e la Gilda la aiutò ad ottenere il lavoro come miniaturista e restauratrice di manoscritti per John Ruskin. Cons provò anche a lavorare come incisore di orologio, e come progettista di vetro colorato, ma ebbe brutte esperienze di molestie dagli uomini che si risentivano di avere una donna che lavorava in mezzo a loro.
Dal 1864 Cons ha lavorato per Octavia Hill come esattrice di affitti, iniziando a lavorare alla Barrett's Court, Oxford Street. Più tardi Cons si trasferisce a sud di Londra, e nel 1879 fondò la South London Dwellings Company attorno a Surrey Lodge, Lambeth, vicino alla stazione di Waterloo.

## Carriera politica
Nel 1889 Cons divenne il primo assessore femminile al London County Council (LCC), lavorando fianco a fianco con le prime donne elette membri Jane Cobden (eletto per Bow and Bromley) e Lady Sandhurst (eletta per Brixton). Le elezioni furono contestate dagli anti suffragette, ma poiché Cons non era stata eletta, ma era stata richiesta dai progressisti del LCC per diventare un consigliere comunale, era difficile contestare la sua posizione.
Quando lei votò, tuttavia, divenne passibile di un'ammenda: De Souza v Cobden, che ha raggiunto la Corte d'appello nel 1891, ha stabilito che Cobden e Cons potevano legalmente essere membri del Consiglio, ma non potevano votare. Dopo questo, l'impegno di Cons per la causa del suffragio femminile diventò energico e fece parte del Comitato per il Ritorno delle Donne come Consiglieri, divenne Vice-Presidente della Società del governo locale delle donne e Vice Presidente della Federazione liberale delle Donne.

## Pedagogista
Cons aiutò anche finanziariamente lo Swanley Horticultural College (che era fuso con il Wye College, più tardi parte dell'Imperial College London, una parte dell'Università di Londra prima della chiusura nel 2009), nel 1892, il primo college del genere per donne e fondò il Morley College per uomini e donne lavoratori, aiutata dal denaro donato dal produttore milionario e filantropo di Bristol, Samuel Morley.
Cons fondò anche il Working Girls Home, un ostello in Drury Lane, Londra, e costruì diversi asili nido e cliniche per le donne Ha fondato diversi asili nido e cliniche per le donne tra cui quello che fu descritto come la casa per le ragazze deboli di mente' a Bodmin.

## Eredità culturale

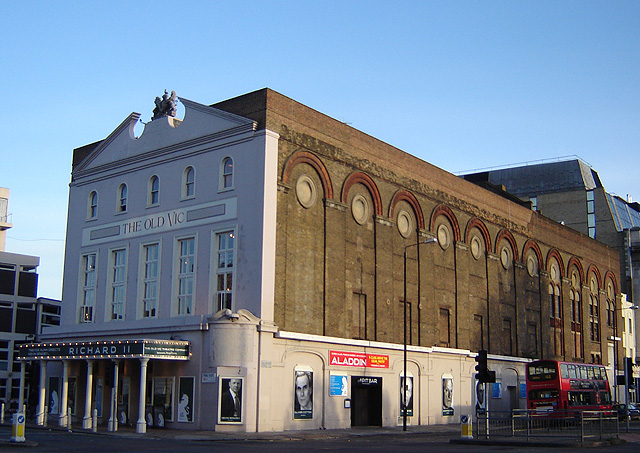
The Old Vic Theatre

Nel 1880, Emma Cons riaprì quello che oggi è l'Old Vic Theatre a Lambeth, a sud di Londra, col nome di Royal Victoria Caffè e Music Hall. Fu "un posto economico e decente di divertimento, con rigide regole di astinenza dall'alcool". Attraverso questa iniziativa, portò i drammi di William Shakespeare e l'opera lirica anche alle prersone delle classi operaie.
Nel 1882, Samuel Morley ha cominciato ad interessarsi alle vicende del teatro, e nel 1884 entra a far parte del comitato esecutivo. Ha contribuito una grande quantità di denaro per il progetto, e la sua consulenza aziendale era di valore. Il Morley College si è sviluppato dalle conferenze tenute presso l'Old Vic.
Nel 1896, Cons dedicò la sua vacanza autunnale a Cipro per cercare di aiutare gli armeni rifugiati, che erano fuggiti dalle persecuzioni in Turchia. Nel 1908, Cons diventa la prima donna a parlare presso l'Institute of Directors, per conto della Compagnia delle abitazioni del sud di Londra.

## Vita personale
Emma Cons si spense il 24 luglio 1912, di emorragia cerebrale, a Chippen's Bank, Hever, Kent, casa del suo amico, Ethel Everest.
Sua nipote, Lilian Baylis (1874–1937), la assistette nella gestione dell'Old Vic. Sua sorella, Ellen Cons (1840–1920), fu anch'essa strettamente associata con molti programmi filantropici, e fu una dei direttori dell'Old Vic.

## Targhe in onore di Emma Cons
Le targhe in onore di Emma Cons sono visibili al di fuori dell'Old Vic all'angolo con Waterloo Road e nell'area bar seminterrata. Un'altra targa blu rotonda è stata messa da parte del Greater London Council, sulla parete della strada al 136 di Seymour Place, Marylebone, dove ella visse e lavorò. Oggi The Day Centre West London è in questo edificio.